# Edmund Zieleniewski
Edmund Jan Kanty Zieleniewski (ur. 7 października 1856 w Krakowie, zm. 22 czerwca 1919 tamże) – polski inżynier, przemysłowiec, działacz społeczny.

## Życiorys
Był synem Ludwika i bratem Leona. Wykształcenie zdobył na Politechnice w Wiedniu. Był dyrektorem technicznym odpowiedzialnym za większość projektów maszyn powstałych w fabryce Zieleniewskiego w Krakowie. Ponadto odpowiadał za fabryki zakładu działające w Sanoku (zob. Polskie Fabryki Maszyn i Wagonów – L. Zieleniewski w Krakowie, Lwowie i Sanoku S.A., Fabryka Sanocka) i we Lwowie. W 1906 wraz z bratem Leonem rozpoczął budowę nowej fabryki przy ul. Grzegórzeckiej w Krakowie. Brał czynny udział w życiu publicznym, między innymi pracował w krakowskiej Izbie Handlu i Przemysłu, był egzaminatorem na Politechnice Lwowskiej, był członkiem Krajowej Komisji dla Spraw Przemysłowych, do 1907 był posłem do parlamentu wiedeńskiego XI kadencji (1907-1911).
Był wielokrotnie odznaczany (m.in. Krzyżem Komandorskim Orderu Franciszka Józefa w 1913). W 1914 brał udział w pracach Naczelnego Komitetu Narodowego w Sekcji dla Handlu i Przemysłu. Przewodniczący Oddziału Kasy i Kontroli Departamentu Skarbowego Sekcji Zachodniej NKN w 1914 roku. W 1918 został przewodniczącym Komisji Przemysłu, Handlu i Rzemiosła. Był naczelnikiem wydziału przemysłu i handlu Polskiej Komisji Likwidacyjnej w 1918.
Zmarł 22 czerwca 1919 w Krakowie. Został pochowany w grobowcu rodzinnym na cmentarzu Rakowickim w Krakowie (pas 22).
Miał synów Wiktoryna (1890-1921), Edmunda Pawła.